# KkStB 310
Bei den kkStB 310 handelte es sich um österreichische Schnellzug-Dampflokomotiven der k.k. österreichischen Staatsbahnen (kkStB).

## Geschichte

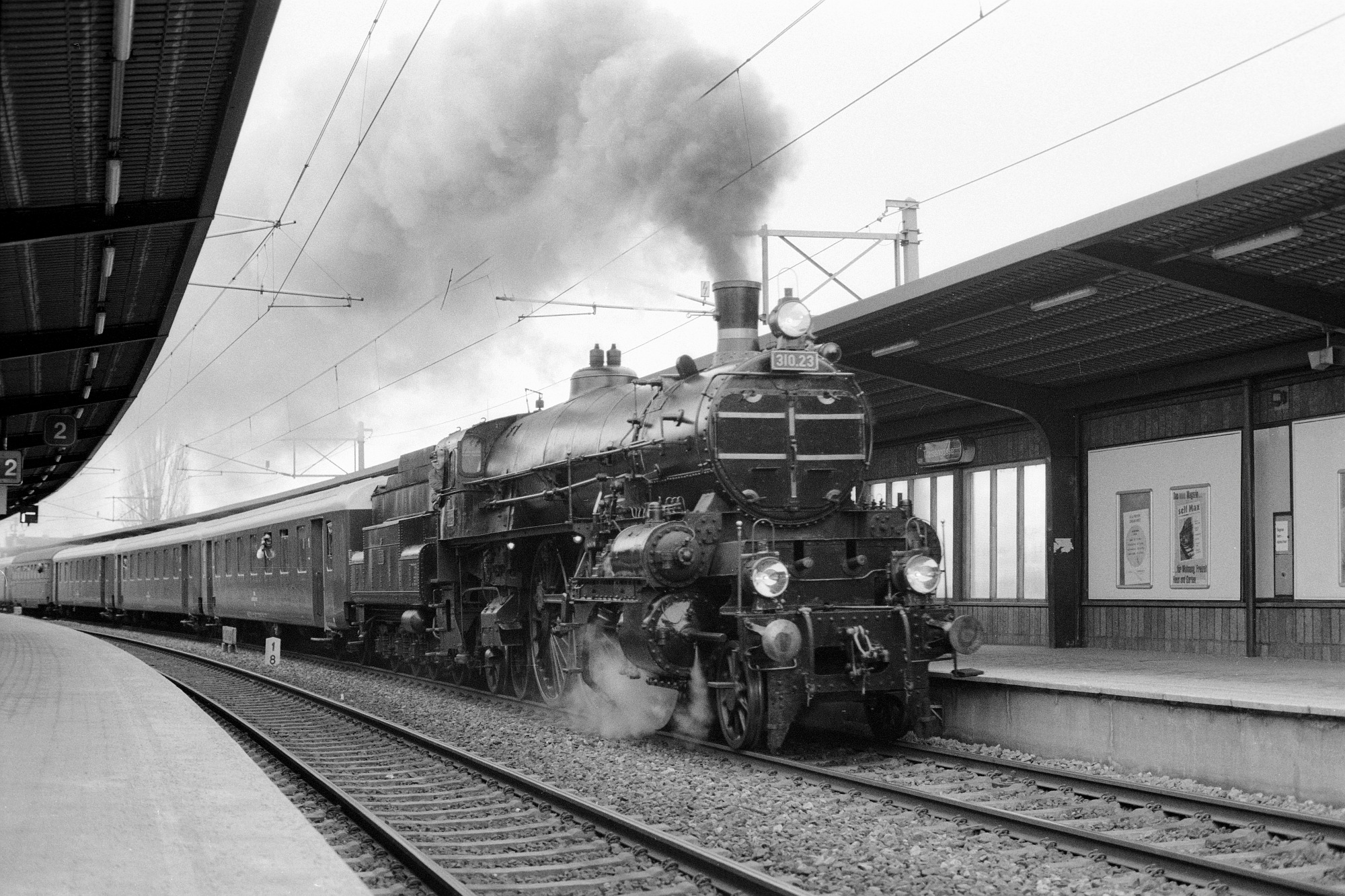
310.23 mit Sonderzug in der Haltestelle Wien-Traisengasse

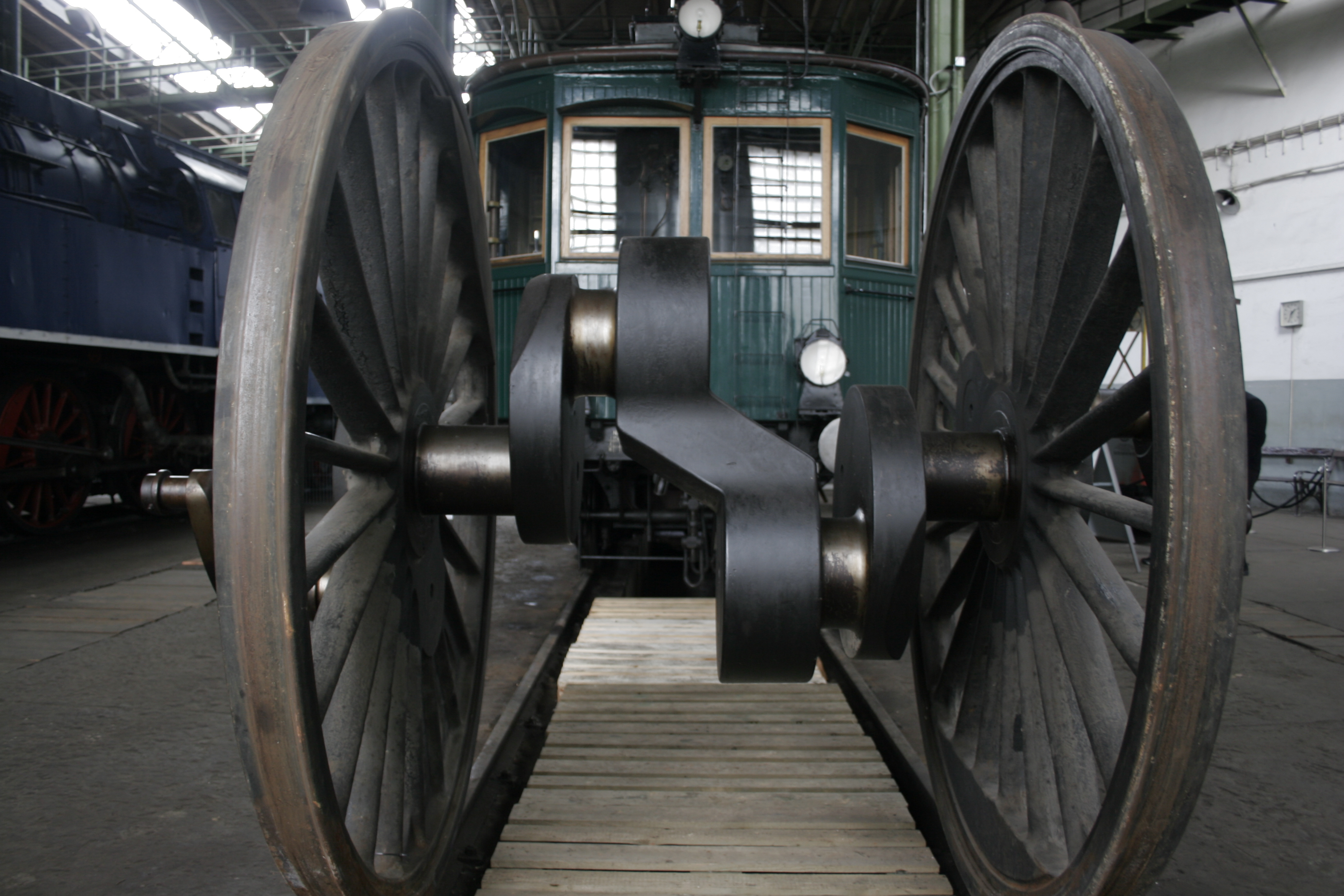
Treibachse der 310.48 im Eisenbahnmuseum Komotau

Die kkStB beschafften in der Zeit zwischen 1911 und 1916 insgesamt 90 Lokomotiven für den Schnellzugsdienst auf der Nordbahn, der Franz-Josefs-Bahn und der Westbahn.
Bei der Konstruktion war zu berücksichtigen, dass sowohl die Achslasten als auch die Gesamtlänge durch Strecken- und Drehscheibenbedingungen in engen Grenzen limitiert waren.
Darauf war Karl Gölsdorf schon mit der Reihe 210 eingegangen und modifizierte sie nun so, dass sie von einem Heißdampf-Vierzylinder-Verbundtriebwerk angetrieben wurde. Wegen der schwergängigen Steuerung blieben die als Reihe 310 bezeichneten Lokomotiven aber Flachlandmaschinen, die dort bis zu 1800 PS Leistung erbrachten.
Geliefert wurden die Lokomotiven von der Lokomotivfabrik Floridsdorf, der Wiener Neustädter Lokomotivfabrik, der Böhmisch-Mährischen Maschinenfabrik, der Lokomotivfabrik der StEG und der böhmischen Firma Breitfeld & Daněk.
Im Jahr 1918 blieben mit Gründung der ersten Republik Österreich nur 43 Maschinen bei der nunmehrigen österreichischen Bahnverwaltung BBÖ, 35 Stück kamen als Reihe 375.0 zur ČSD in die Tschechoslowakei und 12 als Reihe Pn12 zu den PKP nach Polen, die schließlich auch die zehn weiter unten besprochenen 310.3 mit Brotan-Kesseln erhielt.
Nach dem Anschluss Österreichs an das nationalsozialistisch regierte Dritte Reich 1938 wurden die Lokomotiven von der Deutschen Reichsbahn als Baureihe 16 eingeordnet. Nach der Besetzung Polens und dem Beginn des Deutsch-Sowjetischen Krieges ergänzten elf Lokomotiven der PKP-Reihe Pn12 die Baureihe 16. Diese erhielten die Betriebsnummern 16 041, 045–050 und 061–064. Nach dem Ende des Zweiten Weltkriegs übernahm die jetzt ÖBB benannten österreichischen Bundesbahnen der 2. Republik Österreich fünf Maschinen; dabei wurde die Bezeichnung als Reihe 16 beibehalten.
Schon in der Zwischenkriegszeit hatte die Verwendung dieses Typs abgenommen, da die Wartung aufwändig war und zunehmend modernere Maschinen zur Verfügung standen. Die Lokomotiven der Reihe 16 wurden bis 1957 sukzessive abgestellt; die letzten waren im Bereich von Villach für Eilzüge im Einsatz.
Die 1956 ausgemusterte Lokomotive 16.08 wurde zunächst als Museumslok vor dem Technischen Museum Wien aufgestellt, dann aber 1985–1987 für das 150-Jahr-Jubiläum der österreichischen (mechanisch angetriebenen) Eisenbahnen restauriert und wieder betriebsfähig gemacht. Sie wird unter der alten kkStB-Nummer 310.23 für Nostalgiefahrten eingesetzt und ist im Eisenbahnmuseum Strasshof stationiert. Ein Neuaufbau des Kessels erfolgte 1999 unter teilweiser Sponsorschaft der Modellbahnfirma Roco, die zu diesem Anlass ein H0-Sondermodell der 310.23 herausbrachte. Der alte Kessel ist am Gelände des Eisenbahnmuseums Strasshof zu besichtigen.
Die ČSD musterte ihre Maschinen dieser Reihe bis 1950 aus. Die 375.007 befindet sich im Technischen Nationalmuseum in Prag.

### Erhaltene Dampflokomotiven der Reihe
| Foto | Nummer | Baujahr | Erhaltungszustand   | Eigentümer/Standort                             |
| ---- | ------ | ------- | ------------------- | ----------------------------------------------- |
|      | 310.15 | 1911    | nicht betriebsfähig | Technisches Nationalmuseum Prag                 |
|      | 310.23 | 1911    | betriebsfähig       | Republik Österreich / Eisenbahnmuseum Strasshof |

## kkStB 310.3 mit Brotankessel
Als die kkStB 1915 erneut Schnellzuglokomotiven beschaffen wollten, konnten wegen des kriegsbedingten Mangels an Kupfer keine Feuerbüchsen aus diesem Material hergestellt werden.
Man entschloss sich daher, die Reihe 310 zu modifizieren und Brotankessel aus Flusseisen einzubauen, die sich in Ungarn sehr bewährt hatten.
Allerdings stieg dadurch die Achslast auf 15,4 t, wodurch sie in Österreich nicht mehr freizügig eingesetzt werden konnten.
Obwohl 1915 bestellt, lieferte die Lokomotivfabrik Floridsdorf erst 1918 zehn Stück dieser als Reihe 310.3 bezeichneten Maschinen.
Die kkStB nahm noch die 310.300 bis 306 ab, dann war der Erste Weltkrieg beendet und die Monarchie brach auseinander.
Der Fabrik blieb daher keine andere Wahl, als die Maschinen zum Verkauf anzubieten.
Schließlich erwarben 1919/1920 die Preußischen Staatseisenbahnen sieben der Maschinen und ordneten sie als S 11 1301–1307 ein.
Die restlichen drei Loks kauften die PKP und reihte sie wie die anderen 310er als Pn12 ein.
Die S 11 wurden im 500 km-Langlauf Berlin–Kattowitz mit Personalwechsel in Frankfurt (Oder) eingesetzt.
Allerdings entsprachen sie nicht den Vorstellungen und angesichts der ungewohnten Bauart des Kessels setzte man sie nach Kattowitz um.
Durch die Abtretung Ostoberschlesiens an Polen kamen sie 1921 zu den PKP, die sie in die Reihe Pn12 einordnete.
Durch die Besetzung Polens und den Russlandfeldzug kamen alle zehn Maschinen zur DR, die sie als 16 042–044 und 065–071 (allerdings bei den meisten nur mehr buchmäßig) einordnete.
Gemeinsam mit 51 anderen ehemaligen 310ern wurden sie nach Wien umstationiert, wo sie die Korridor-Schnellzüge Wien–Breslau–Königsberg und Wien–Berlin bis Wildenschwert sowie Züge nach Pressburg, Marchegg und Brünn bespannten.
Nach dem Zweiten Weltkrieg wurden die Maschinen, so weit sie noch fahrfähig waren, an Polen zurückgegeben.